# Erik Súñiga
Erik Salvador Súñiga Rodríguez (Nueva Concepción, Escuintla, 19 de noviembre de 1975 – Houston, 18 de abril de 2020) fue un político guatemalteco que se desempeñó como alcalde de Ayutla Tecún Umán durante tres periodos consecutivos,  desde el 14 de enero de 2008 hasta el 19 de diciembre de 2019.

## Biografía
Erik Salvador Súñiga, también conocido como El Pocho fue un político guatemalteco que residió la mayor parte de su vida en la ciudad de Ayutla, del departamento de San Marcos (Guatemala).
Decidió participar en las elecciones de Ayutla, siendo su primer periodo municipal realizó cambios estructurales por este municipio que se encontraba dentro de los 15 municipios más violentos del país, al ser frontera con México.
Se encontraba casado con Jessica de Súñiga con quien formó una familia. 

## Administración y trayectoria como alcalde

### Administración 2008-2012
Durante su primera administración con el fin de combatir la violencia e inseguridad, se realizaron algunos trabajos tanto de infraestructura como educación como la remodelación del Parque Central y Mercado Comunal de aldea Zanjón San Lorenzo, construcción de escuelas en aldea El Triunfo, Las Delicias y construcción de espacios deportivos.

### Administración 2012-2016
El 15 de enero del año 2012, inició su segundo periodo municipal en donde se enfocó a realizar trabajos para la salud, gracias a la construcción del centro de Salud, así como mejoramiento de carreteras aledañas, como la del municipio de Ocós, enfocado además en combatir a la violencia desde la raíz, continuó con trabajos de educación y espacios recreativos, gracias a la remodelación del Parque Infantil en Ayutla y canchas deportivas en diferentes sitios del municipio.

### Administración 2016-2019
En el año 2016 con el partido Comité Cívico, se postula nuevamente para alcalde, obteniendo la mayoría de votos dado su desempeño en administraciones pasadas, y siguió desarrollando trabajos por el bien de su comunidad en donde ha disminuido considerablemente la violencia.